# 積善寺城
積善寺城（しゃくぜんじじょう）は、大阪府貝塚市橋本にあった日本の城（平城）。

## 概要
積善寺城は、貝塚市の南側にあり、近木川に面した段丘上に位置し、北側には小栗街道（熊野街道）が走り、根来寺とは根来街道を介して、つながっている。推定地として貝塚市立中央病院から近木川を挟んだ対岸の一帯で、江戸時代には橋本村の集落があり、安楽寺付近に本丸があったのではないかという伝承がある。和泉の戦いでは根来衆の主力部隊がいた。

## 沿革

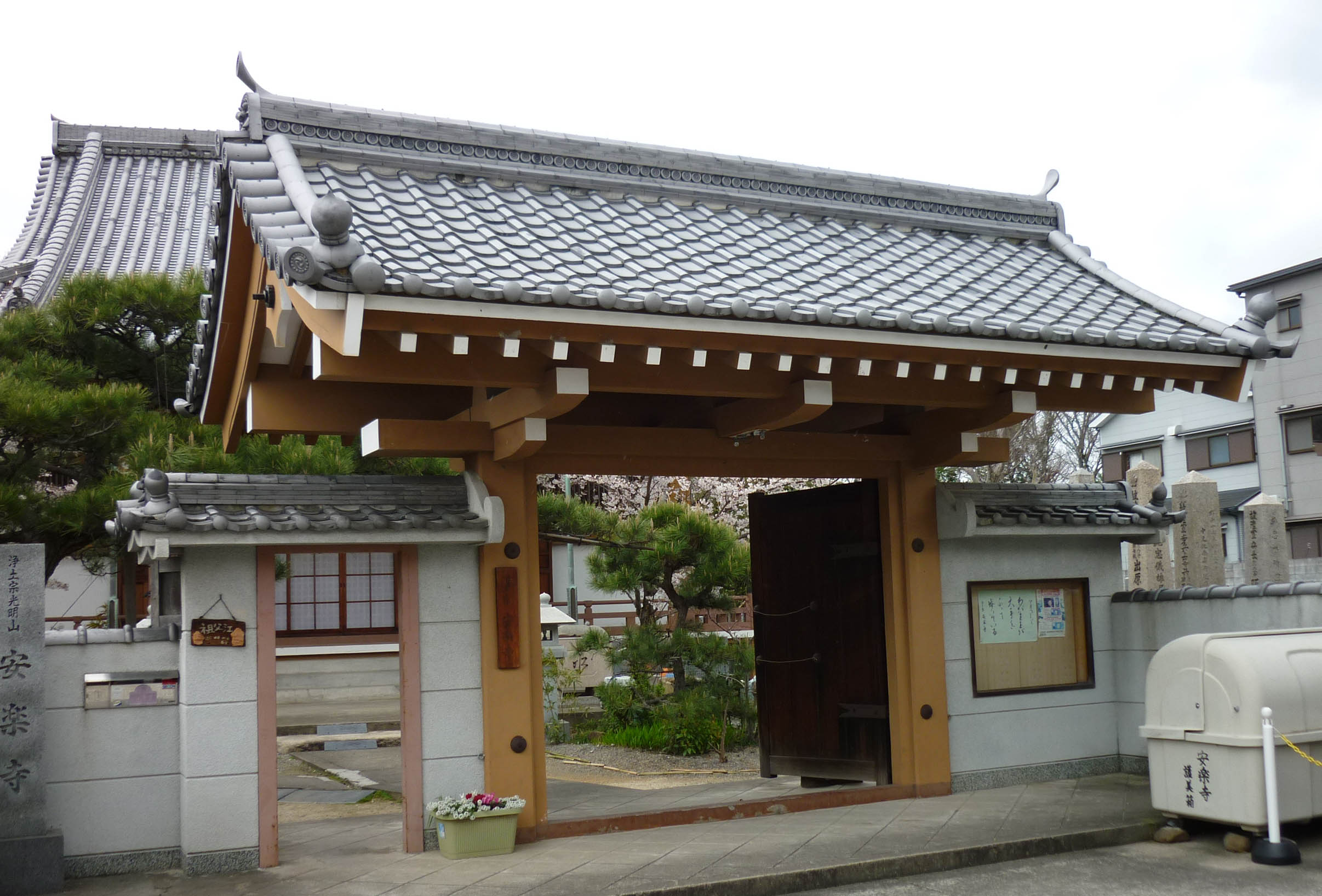
安楽寺の山門

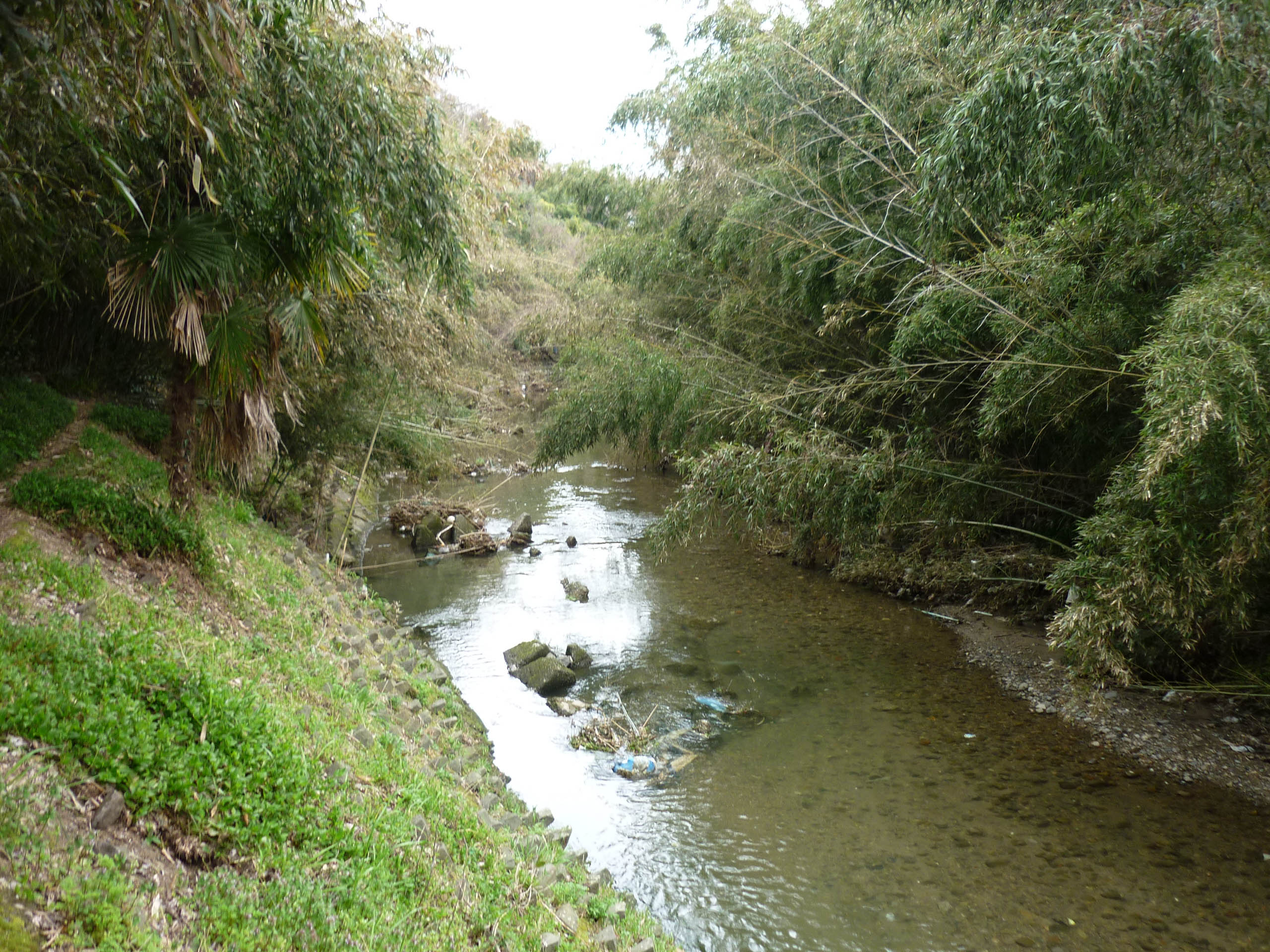
近木川/城郭の東側を流れる

もとは和泉国の四長者の一人、郡吉長者の仏観音堂であったものを永禄元年（1558年）に根来衆と三好氏との戦いの時に、砦をこの地に築き先陣としたのが最初とされる。
天正5年（1577年）雑賀侵攻の時には積善寺城はみえないが、天正9年（1581年）高野攻めには「城郭取立也」とある。また天正11年（1583年）秀吉の紀州攻めでは、中村一氏を岸和田城に入城させ、雑賀衆、根来衆に備えた。
この時の戦いの様子は千石堀城の戦い、千石堀城攻防戦も参照。
天正12年（1584年）小牧・長久手の戦いに豊臣秀吉が出撃した隙を狙って、雑賀衆、根来衆連合軍は、中村城、沢城、田中城、積善寺城、千石堀城を5城を付城として岸和田城の5町ばかりを隔てて、翌天正13年（1585年）正月始めまで幾度か小規模な戦闘が続いたが、同年1月16日雑賀衆、根来衆連合軍は7つ付城から岸和田城を攻城、中村一氏隊も反撃している。同年3月18日に雑賀衆、根来衆連合軍は紀伊国より出撃、同年3月21日岸和田城から豊臣秀吉軍が出軍、戦いとなり鳥羽城、中村城、積善寺城は放火や落城した。この時豊臣秀吉軍は、地蔵堂丸山古墳に陣を置き積善寺城と対峙していた。豊臣秀吉は卜半斎了珍を仲介とし畠中城、沢城は開城した。
この後の戦いの様子は根来・粉河・雑賀炎上及び第二次太田城の戦いも参照。
この戦い後積善寺城は破却され廃城となった。

## 城郭

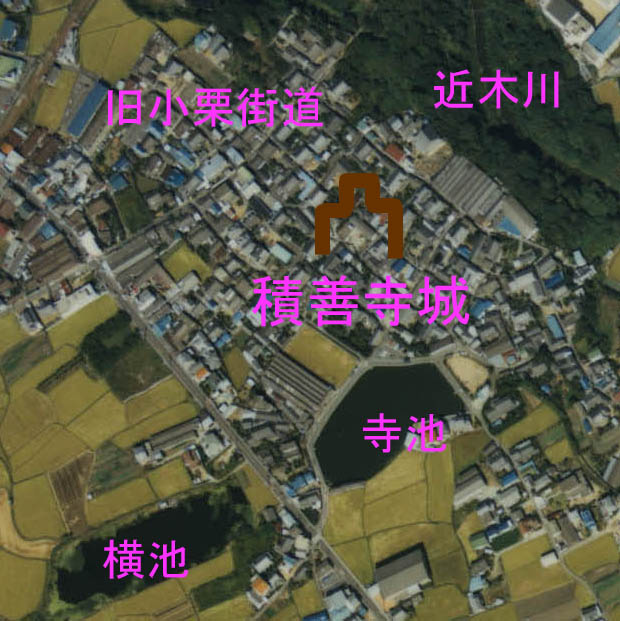
積善寺城と周辺地域の空中写真/

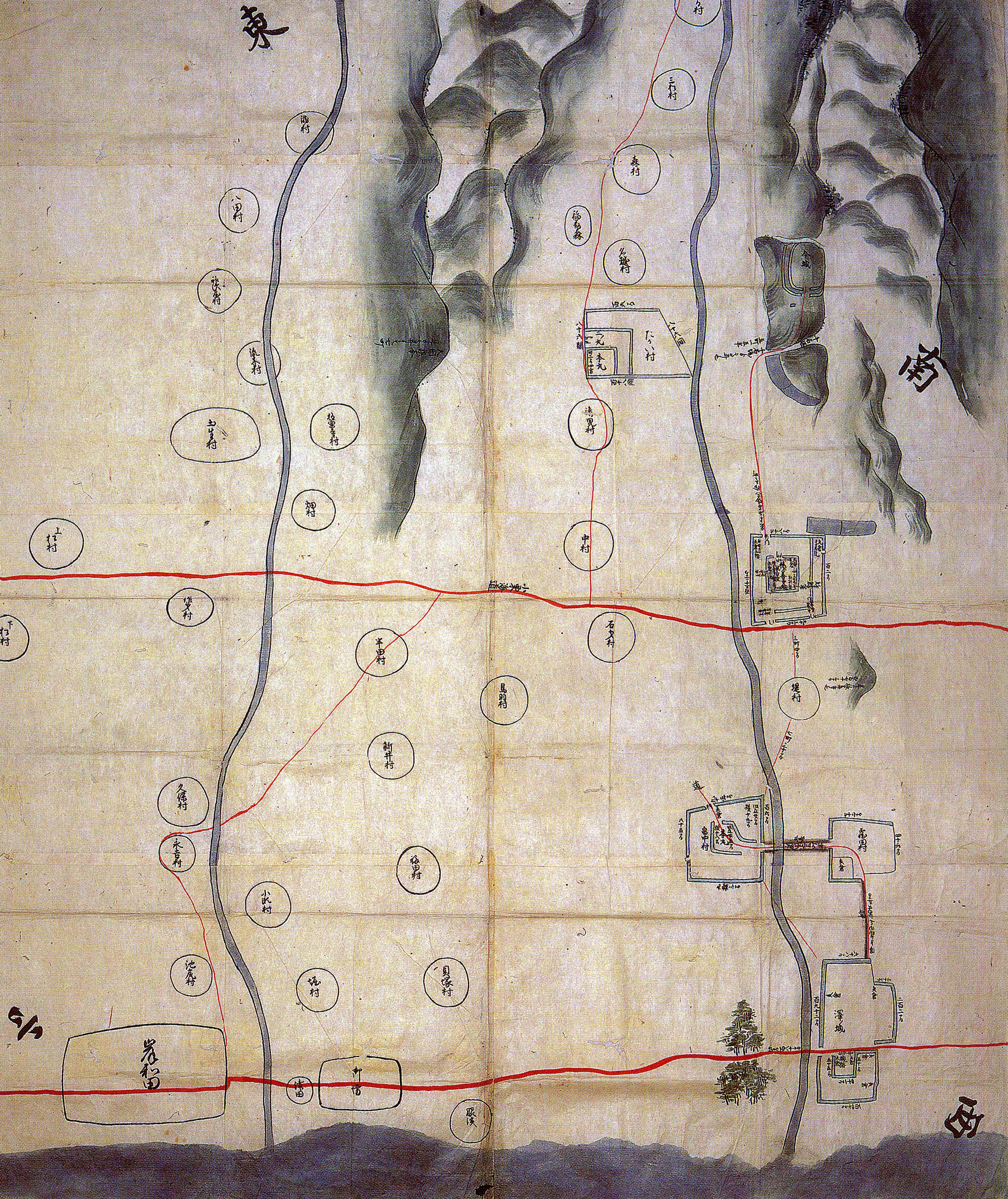
根来出城図/岸和田市立郷土資料館蔵

城郭に関しては、「東面七拾八間二重堀・西面九拾三間三重堀・南面百弐拾間三重堀、外に横二十五間、長百五十間貯池有、北面百三拾二間三重堀、外に大川有、本丸三拾五間四面云々」（『春生随筆』）とあり、本丸は約53m四方で、周りには濠をめぐらしていた。また同書に秀吉の紀州攻めの配置として、
| 配置   | 本丸大将 | 本丸矢倉            | 東矢倉 | 西矢倉                           | 北矢倉        | 南矢倉                           |
| ------ | -------- | ------------------- | ------ | -------------------------------- | ------------- | -------------------------------- |
| 武将名 | 出原右京 | 山田蓮池坊 野原大部 | 知明院 | 長橋正知坊 出田長寿院 山下南ノ坊 | 西蔵院 寿宝院 | 近木忠次郎 熊取寿命院 熊取大納言 |

とあり、5つの櫓にそれぞれの武将が配置され、常詰衆として360兵、増援軍として9140兵が城内にいたと記されている。1843年（天保14年）の『日根郡寺社覚』には安楽寺境内やその一帯が城跡と記されている。

### 発掘調査
積善寺城の発掘調査として、2003年（平成15年）に2回、2004年（平成16年）に1回実施された。2003年（平成15年）に行われた発掘調査は個人住宅建設に伴うもので、積善寺城の濠と考えられる遺構が発見された。濠は東西に掘られており、幅は6メートル以上、深さは1.8メートルで、Ｕ字型に掘り込まれて、石垣は備えていなかった。濠は3層の埋土が確認でき、下層は断続的な水の流れが確認でき、防備目的以外にも排水路との指摘もある。中層は人為的に埋められた層で、埋め立て作業が短期間で行われた。上層は、埋め立てた後に新たに掘削された溝となっている。またこの溝からは大量の瓦や大きな礫などの遺物が出土しており、これらを使用して溝が埋められたと考えられている。この濠は城の南側に設けたと考えられ、下層からは干瓦が出土しているが、籠城戦と関係ある遺物は出土しなかった。また、2004年（平成16年）に行われた発掘調査では、江戸時代の生活排水溝は検出したが、積善寺城と関連する遺構は確認できなかった。理由としては、後世の開発により削り取られている可能性がある。

## 城跡へのアクセス
- 電車でのアクセス

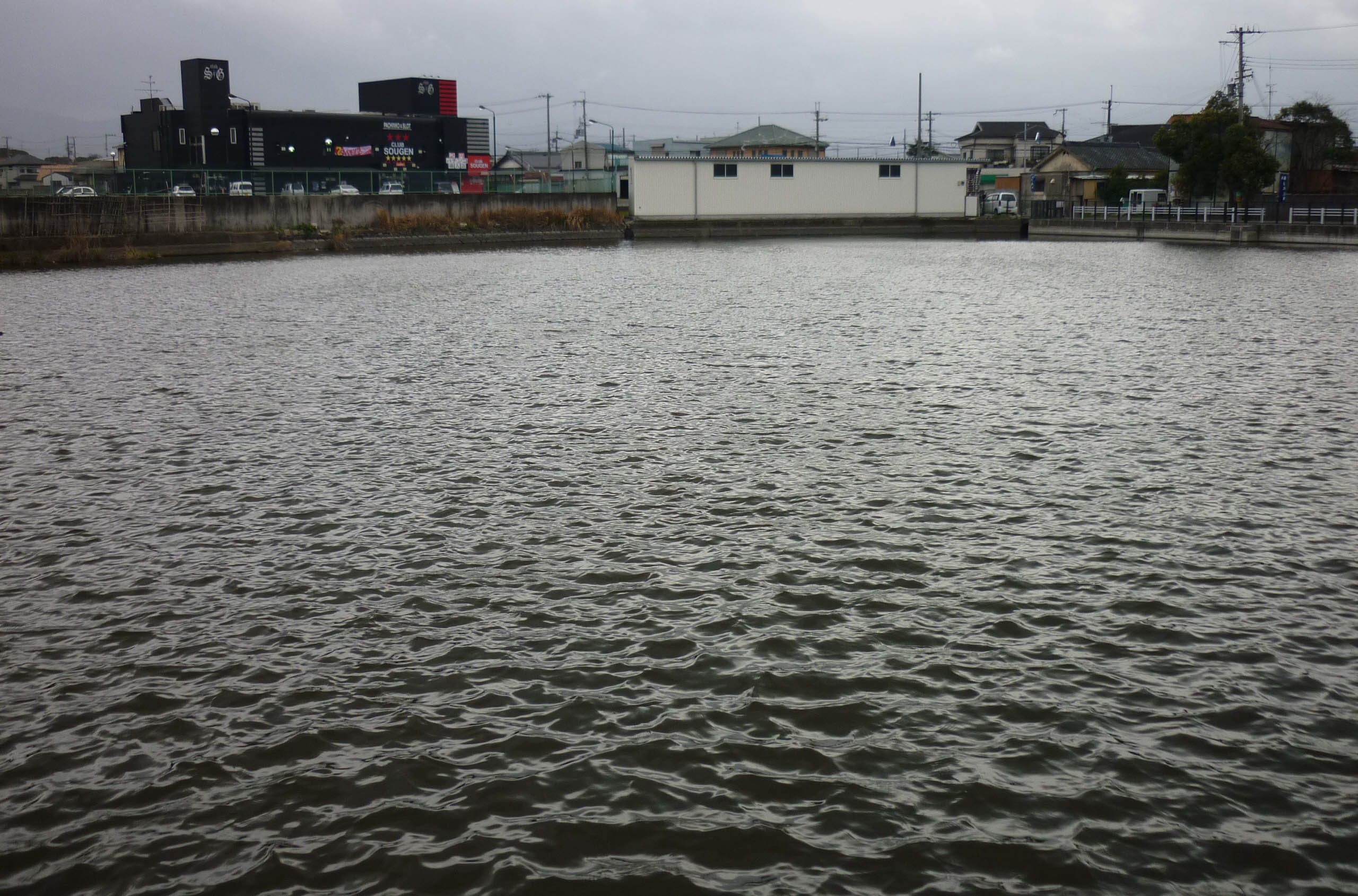
寺池/積善寺城の南西側にある

  - 西日本旅客鉄道（JR西日本）阪和線「和泉橋本駅」
  - 徒歩　約10分
- 車でのアクセス
  - 阪神高速4号湾岸線　貝塚出入口　→　大阪府道29号　→　大阪府道64号
  - 周辺に駐車場なし